# Ален Бріжьйон Тоб
Ален Бріжьйон Тоб (6 листопада 1986) — камерунський плавець.
Учасник Олімпійських Ігор 2008 року.